# 대론초등학교
대론초등학교는 대한민국 전라북도 장수군 번암면 장수로 200-29 (대론리)에 있었던 초등학교이다.

## 연혁
- 1956년 3월 12일 번암국민학교 대론분교장 개교
- 1957년 4월 12일 대론국민학교 승격
- 1984년 3월 6일 병설유치원 개원
- 1991년 2월 28일 성암분교장 통폐합
- 1996년 3월 1일 대론초등학교로 개칭
- 2000년 3월 1일 폐교 및 본교로 통페함